# Château de Lavauguyon
Le château de Lavauguyon est un château français situé sur la commune de Maisonnais-sur-Tardoire, dans le département de la Haute-Vienne et la région Nouvelle-Aquitaine.

## Situation géographique
Situé dans le lieu-dit Lavauguyon, à proximité du village des Salles-Lavauguyon, le château surplombe une petite rivière, la Tardoire.

## Architecture
C'était une forteresse imposante érigée au Moyen Âge, son emprise au sol donne une idée de sa grandeur passée : un château prêt à parer les attaques, bâti sur un site stratégique.
L'intérieur du château se composait de deux vastes corps de bâtiments, à gauche se trouvaient des salles d'habitation, à droite, une chapelle de style gothique flamboyant. Le donjon carré à voûte gothique, à nervures prismatiques avait un pendentif central. Aux ailes, les courtines portaient des galeries intérieures reliant les tours d'angles aux autres bâtiments.
Des fossés larges et profonds, que l'on pouvait vider et remplir à volonté, entourent la forteresse.

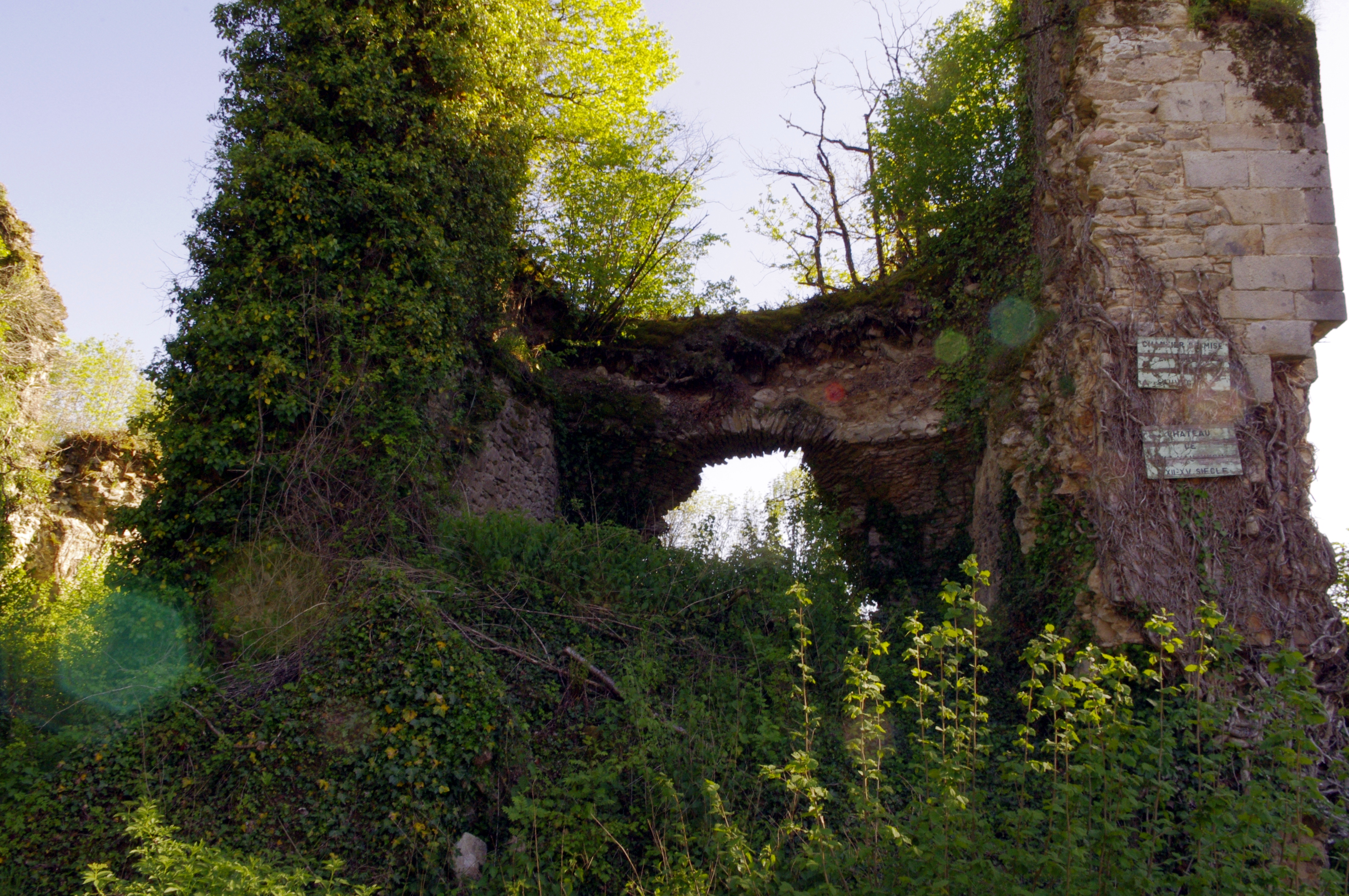
L'entrée du château.

## Histoire
Il est situé sur des passages extrêmement importants, de chemins gallo-romains, à la limite du Poitou et du Limousin, avait un rôle militaire important à jouer, contre les envahisseurs remontant le long des rivières, sachant que le château est au cœur de trois bassins versants.
Le château de Lavauguyon au XIIe siècle appartenait à la famille de Malessac originaire du Poitou. Mis à sac par les mercenaires de Richard Cœur de Lion, il est reconstruit au XIVe siècle.
Le château évolue encore pendant la Renaissance, jusqu’à la Révolution. Puis c’est l’abandon : ses pierres sont revendues pour d’autres constructions. 
Il fut dévasté et pillé sous la Révolution.
Peu à peu, l’édifice perd sa majesté.
Des passionnés décident de racheter ce qu’il en reste, en 2009, pour 15 000 euros. Créée en 2005, l’association des Amis du Château de Lavauguyon œuvre pour la sauvegarde de l’édifice.

## Politique
En 1188, le 7e descendant de l'illustre famille de Pérusse d'Escars, Charles de Pérusse, épousa Anne de Malessac, héritière et vicomtesse du lieu.
Les Pérusse des Cars (ou d'Escars), seigneurs de Lavauguyon, connurent une brillante destinée et contractèrent d'illustres alliances au fil des siècles.
Au début du XVIe siècle, les seigneurs de Lavauguyon deviennent princes de Carency par l'alliance en 1516 de François de Pérusse avec Isabeau de Bourbon-Vendôme, issue de Jean.
En 1745, Antoine de Quélen de Stuer se distingue à la bataille de Fontenoy. En reconnaissance, Louis XV lui donne le titre de duc et pair de France en 1758.